# Abcoudermeer

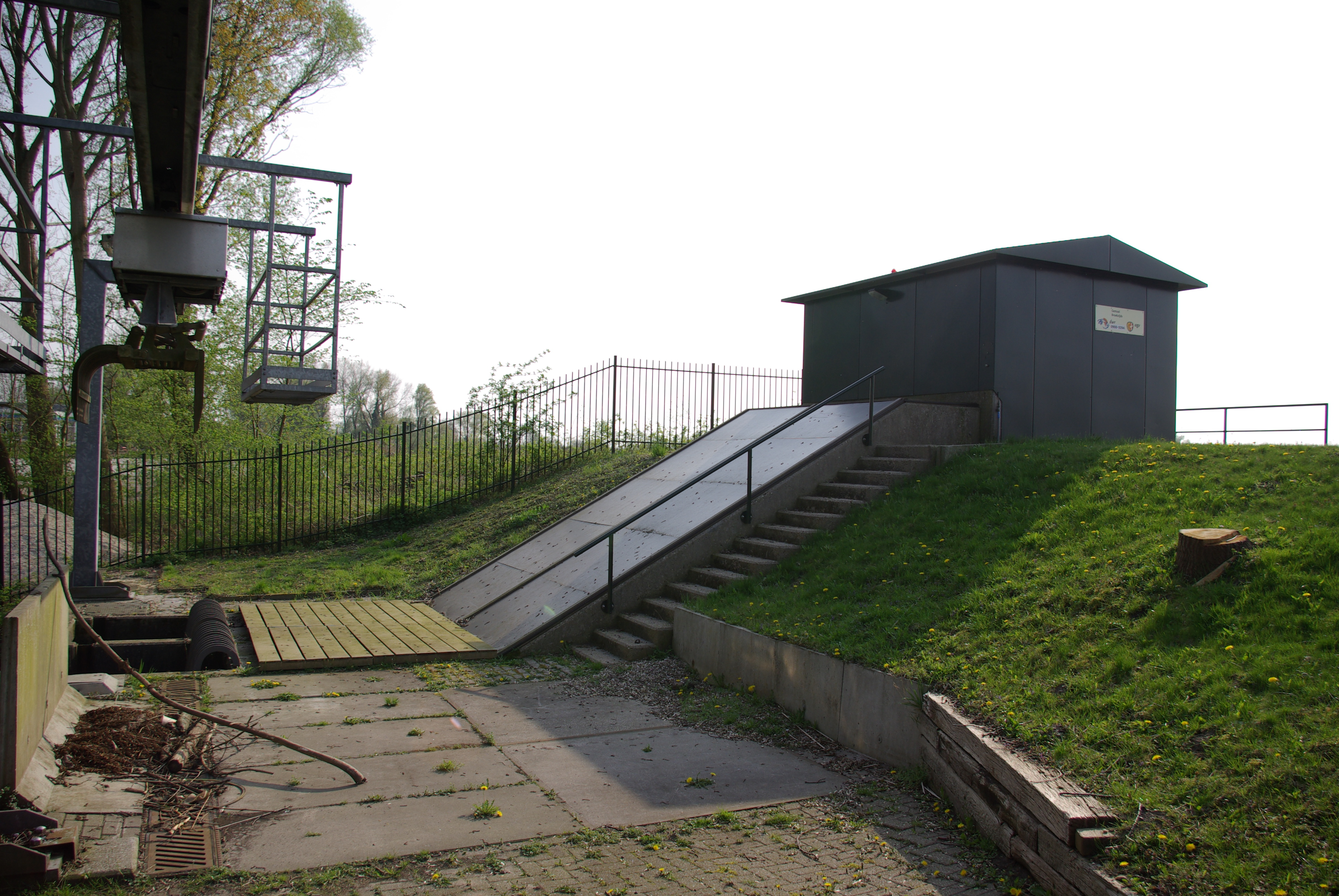
Pumpwerk Broekzijds, 2009

Das Abcoudermeer ist ein See im Dorf Abcoude im Norden der niederländischen Provinz Utrecht direkt an der Grenze zu Nordholland und zum Amsterdamer Stadtteil Zuidoost. Das Gewässer ist Teil des Hauptentwässerungssystems (niederländisch Boezem) des Wasserverbandes Amstel, Gooi und Vecht, dessen Wasserspiegel mithilfe von Pumpwerken auf durchschnittlich 40 cm unter dem Meeresspiegel Amsterdamer Pegel (NAP) gehalten wird.
Der 17 ha große und maximal vier Meter tiefe See erhielt seine heutige Form durch die hier seit dem Spätmittelalter stattfindenden Eindeichungen zur Landgewinnung. Vorher bestand die Gegend aus einer kaum besiedelten Moorlandschaft. Im Norden mündet der Fluss Angstel in das Abcoudermeer. Am westlichen Ufer verlässt der Fluss Holendrecht das Gewässer. Der See wird von der niederländischen Wasserstraße 222a (Holendrecht–Angstel) durchquert.
Am nordöstlichen Ufer befindet sich das Pumpwerk Gemaal Broekzijds, das jährlich mehr als zwei Millionen Kubikmeter überschüssiges Wasser aus dem tiefer gelegenen Broekzijdse Polder in das Abcoudermeer pumpt. Bei Trockenheit und zur Verbesserung der Wasserqualität wird der Umgebung aber auch regelmäßig Wasser aus dem See und anderen Oberflächengewässern zugeführt. Unter anderem besteht eine Verbindung zur Einspeisung von Wasser in den etwa zwei Meter tiefer gelegenen Gaasperplas.
Am See verlaufen mehrere Fuß- und Radwege. Im Norden des Abcoudermeers befindet sich das Natur- und Naherholungsgebiet De Hoge Dijk.